# Still Burnin'
Still Burnin' è un brano del gruppo rock Queen + Paul Rodgers pubblicato nel 2008 dall'etichetta discografica EMI, terza traccia dell'album The Cosmos Rocks.

## Il brano
La canzone è un misto di rock e blues e all'interno del brano si può percepire un breve assolo preso da We Will Rock You, celebre singolo dei Queen del 1977.
Il brano è stato pubblicato in Europa da EMI il 12 agosto 2008, mentre negli Stati Uniti è stato pubblicato da Elektra Records il 15 agosto 2008.

## Formazione
- Paul Rodgers - voce, pianoforte
- Brian May - chitarra, cori
- Roger Taylor - batteria, cori